# Bresnica (gmina Koceljeva)
Bresnica (cyr. Бресница) – wieś w Serbii, w okręgu maczwańskim, w gminie Koceljeva. W 2011 roku liczyła 155 mieszkańców.